# De Grasse (cirkáló)
A De Grasse a francia haditengerészet egyik légvédelmi cirkálója volt. A hajó többek közt részt vett a mururoai atomkísérletekben is.

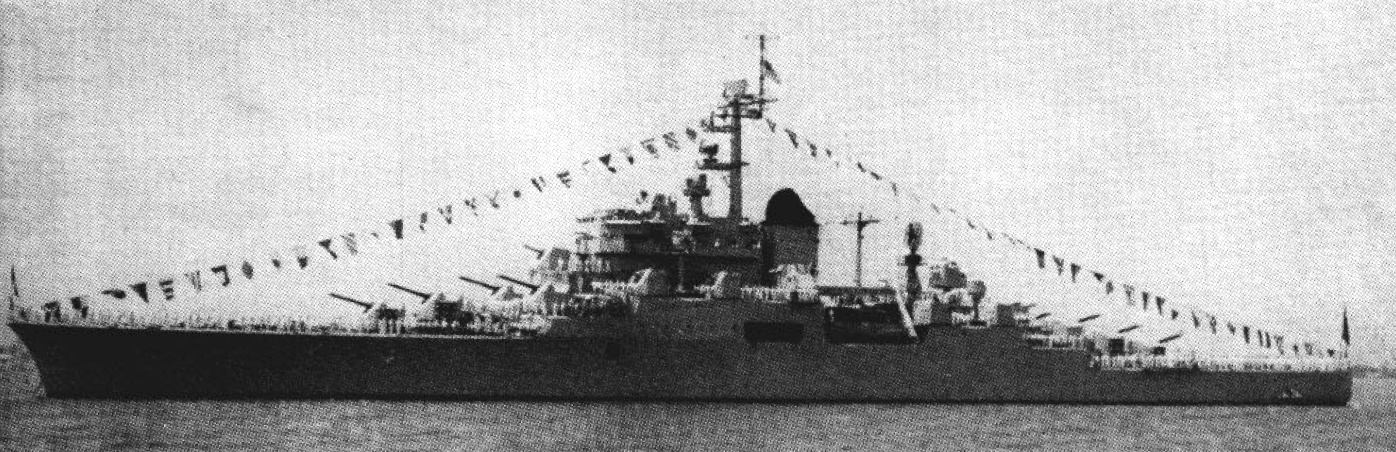
A De Grasse (C610) francia légvédelmi cirkáló 1957-ben.

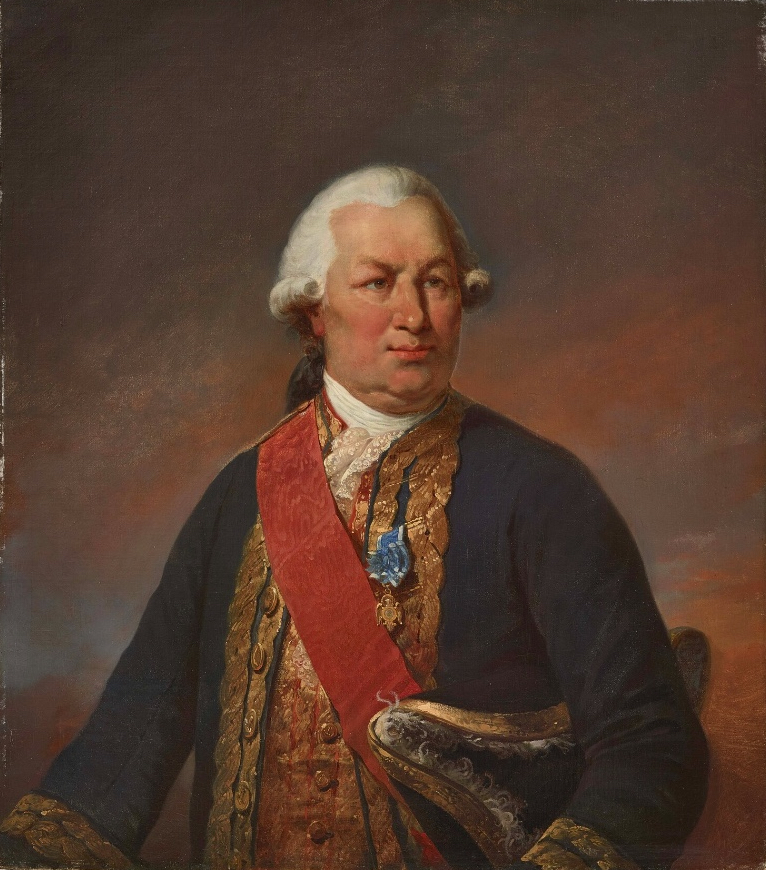
A cirkáló névadója, de Grasse gróf, francia tengernagy.

 A cirkáló nevét François Joseph Paul de Grasse (1722-1788) gróf, Grasse-Tilly márkija, az amerikai függetlenségi háborúban fontos szerepet játszó, neves francia tengernagy tiszteletére kapta. A De Grasse-t az 1930-as évek végén tervezték, a kiválóan sikerült La Galissonnière-osztály továbbfejlesztéseként, egy három hajóból álló könnyűcirkáló cirkálóosztály első hajójának. A legnagyobb újítás a korábbi osztályhoz képest, a javított légvédelmi fegyverzet volt. Eredetileg fő fegyverzete 9 x 152 mm (Canon de 152 mm Modèle 1930) lövegből állt volna. A befejezetlen hajót a németek elfoglalták a második világháború alatt. 1942 augusztusában a németek elkezdték a hajót átalakítani kísérőhordozóvá, de a munkálatokat 1943 februárjában leállították, a magas költségek, és a szövetségesek bombázásai, szabotázsai miatt. A háború után, 1946-ban a hajótestet vízre bocsátották. Az építést 1946 és 1951 közt ismét leállították, áttervezték 16 x 127 mm fő fegyverzetű légvédelmi cirkálóvá, majd Brestbe vontatták hogy ott az építést befejezhessék. A hajó 1954. augusztus 17-én készült el, és 1956. szeptember 10-én állították hadrendbe. A De Grasse az Atlanti hajórajban teljesített szolgálatot, mint légvédelmi cirkáló, egészen addig, amíg át nem helyezték a Csendes-óceáni Kísérleti Központ irányítása alá, ahol részt vett az első Francia Polinézia-i kísérleti robbantásokban. Ezt követően a hajó néhány módosításon esett át. A cirkáló felszerelését modernizálták, valamit a legénység létszámát is lecsökkentették 560 főre, hogy képesek legyenek elszállásolni a 160 mérnököt és szakembert. A hajót 1974. január 25-től lebontották.